# World Tour Racing
World Tour Racing is een videospel voor het platform Atari Jaguar.
Het spel werd uitgebracht in juni 1997. Het spel is een F1-spel. De speler bestuurt een snelle formule 1-auto over verschillende bekende banen van de wereld. Het spel kent de volgende modi: kampioenschap, enkele race en arcade mode.

## Ontvangst
| Beoordeeld door       | Datum            | Score |
| --------------------- | ---------------- | ----- |
| ST-Computer           | oktober 1997     | 70%   |
| The Video Game Critic | 27 augustus 2002 | 58%   |
| neXGam                | 2007             | 52%   |